# Elastieken

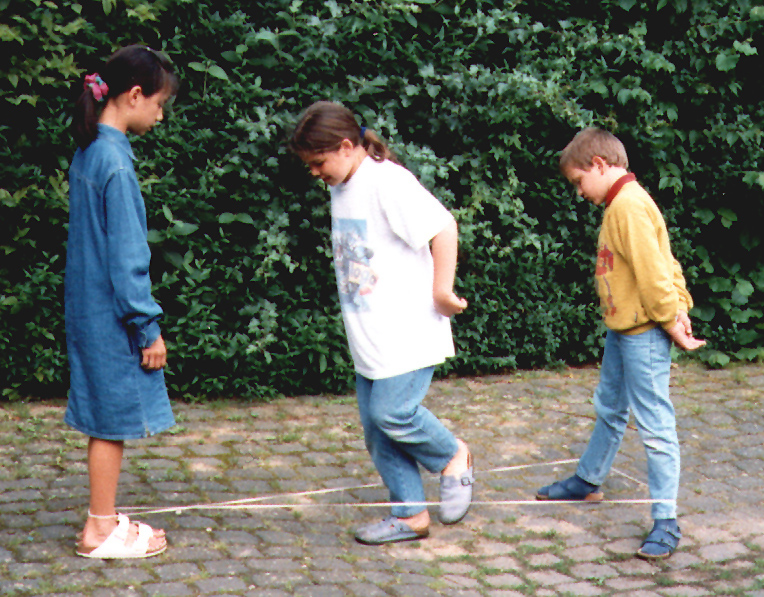
Figuur 1

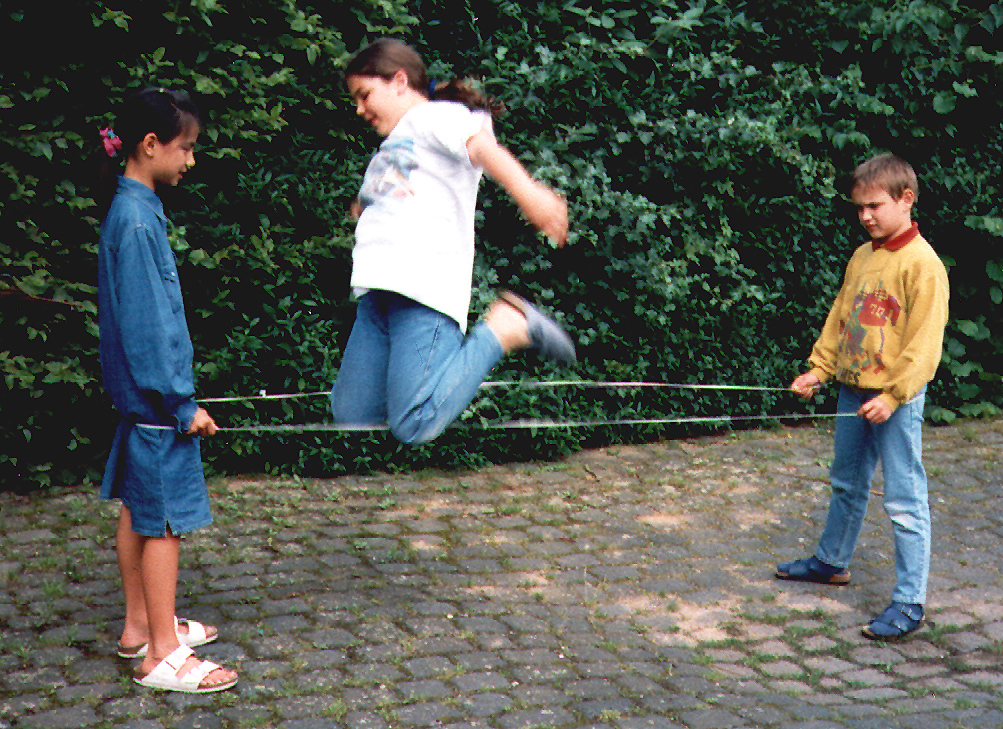
Figuur 2

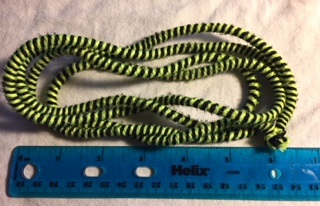
Elastieken

"Diamonds" (Diamanten) patroon (de letters worden gereciteerd of gezongen)

Elastieken is een buitenspel (een kinderspel) dat wordt gespeeld met een grote lus van ongeveer drie meter elastiek. In speelgoedwinkels zijn hiervoor speciale elastieken te koop, vaak in felle kleuren, zodat het elastiek goed te zien is tegen een lichte achtergrond.
De lus wordt tussen de benen van twee kinderen gespannen of tussen twee krukken. De overige kinderen moeten allerhande figuurtjes springen, waarbij bijvoorbeeld een van de kanten van het elastiek met de voet moet worden meegenomen. De kinderen springen een voor een de figuren, die telkens moeilijker worden. Ook kan de moeilijkheidsgraad worden opgevoerd door het elastiek omhoog te doen.
Degene die een fout maakt bij het springen is af en moet aan de kant gaan staan of wordt een van de twee kinderen die het elastiek spannen. Naar verluidt is het spel afkomstig uit China. 